# Михайлівська церква (Секунь)
Миха́йлівська це́рква (Церква святого Архистратига Михаїла) — чинна православна церква в селі Секунь Ковельського району Волинської області, пам'ятка архітектури місцевого значення. Збудована у 1868 році на місці давнішого храму XVI століття. Попередній храм та його ікони пов'язують із перебуванням на Волині Тараса Шевченка у 1846 році. Парафія належить до Української православної церкви.

## Історія

### Перший храм (XVI—XIX століття)
Перша документальна згадка про Секунь як маєтність князя Михайла Сангушка датується 1512 роком. Згодом село належало королеві Боні Сфорці. У 1564 році польський король Сигізмунд II Август надав Ковельський маєток, до якого входив і Секунь, князю-втікачу з Московії Андрію Курбському. Той своєю чергою передав села Секунь та Сушки своєму скарбнику й соратнику московитянину Михайлу Калимету (в деяких джерелах — Колимет).
Між 1572 і 1588 роками Михайло Калимет збудував у селі першу дерев'яну церкву в ім'я Архистратига Михаїла. Це була одноверха споруда з прибудованою дзвіницею. У своєму заповіті від 28 лютого 1588 року Калимет просив поховати себе в цій церкві. У середині XIX століття професор Микола Іванишев згадував, що в храмі зберігався давній образ Святителя Миколая Чудотворця візантійського письма.
Через ветхість у другій половині XIX століття давній храм розібрали, а його деревину використали для будівництва каплиці на парафіяльному цвинтарі. У 1893—1894 роках цю каплицю перебудували та освятили як цвинтарну церкву на честь преподобного Іова Почаївського. Згодом її переосвятили на честь Святої Параскеви.

### Зв'язок із Тарасом Шевченком
У жовтні 1846 року Секунь відвідав Тарас Шевченко, який у складі Київської археографічної комісії збирав відомості про історичні пам'ятки Волині. Його подорож, зокрема, була пов'язана з пошуком могили князя Андрія Курбського. Перебуваючи в селі, Шевченко змальовував стару Михайлівську церкву; зберігся його незакінчений малюнок храму.
Найбільш значущим епізодом його візиту вважається реставрація запрестольної ікони Пресвятої Богородиці. Про це свідчить запис, виявлений у 1930-х роках у парафіяльній книзі «Опис церковного майна» (рос. Опись церковного имущества), що велася з 1806 року. На полях навпроти запису про ікону було зазначено: «В 1846 году образ сей реставрирован проезжим живописцем Тарасом Шевченком». Цей запис у 1936 році бачив митрополит Никанор (Абрамович), який у той час був місцевим благочинним.
Після демонтажу старої церкви цю ікону перенесли до цвинтарної каплиці Святої Параскеви, де вона зберігається донині. Хоча деякі науковці висловлюють сумніви щодо авторства реставрації, цей факт підтверджується місцевими переказами та дослідженнями краєзнавців.

### Сучасний храм (з 1868 року)
Нову муровану Михайлівську церкву збудовано в 1868 році (за іншими даними — 1869) державним коштом та за матеріальної підтримки парафіяльного священника Іллі Мусієвича і парафіян. З державної скарбниці на будівництво виділили 4450 рублів, однак цієї суми не вистачило, і значну частину витрат покрив сам священник.
У 1964 (за іншими даними — 1968) році, в розпал антирелігійної кампанії, радянська влада заборонила богослужіння в храмі та зняла громаду з реєстрації. Спроби перетворити церкву на склад зустріли активний опір місцевих жителів. Коли буря зірвала з храму дах, селяни самотужки відремонтували його.
Богослужіння відновилися 2 серпня 1988 року, після реєстрації в селі громади Російської православної церкви. 24 грудня 1991 року було зареєстровано релігійну громаду Української православної церкви.
На початку XX століття в Секуні було 98 дворів і проживало 650 мешканців. Станом на 1780-ті роки церква в селі була одним із найзахідніших православних осередків Речі Посполитої.

## Архітектура
Церква дерев'яна, на кам'яному фундаменті, хрестоподібна в плані, п'ятикупольна. До основного об'єму прибудована дзвіниця. Споруда є типовим прикладом «єпархіального» стилю, поширеного в Російській імперії в другій половині XIX століття. Пофарбована, покрита бляхою.

## Галерея

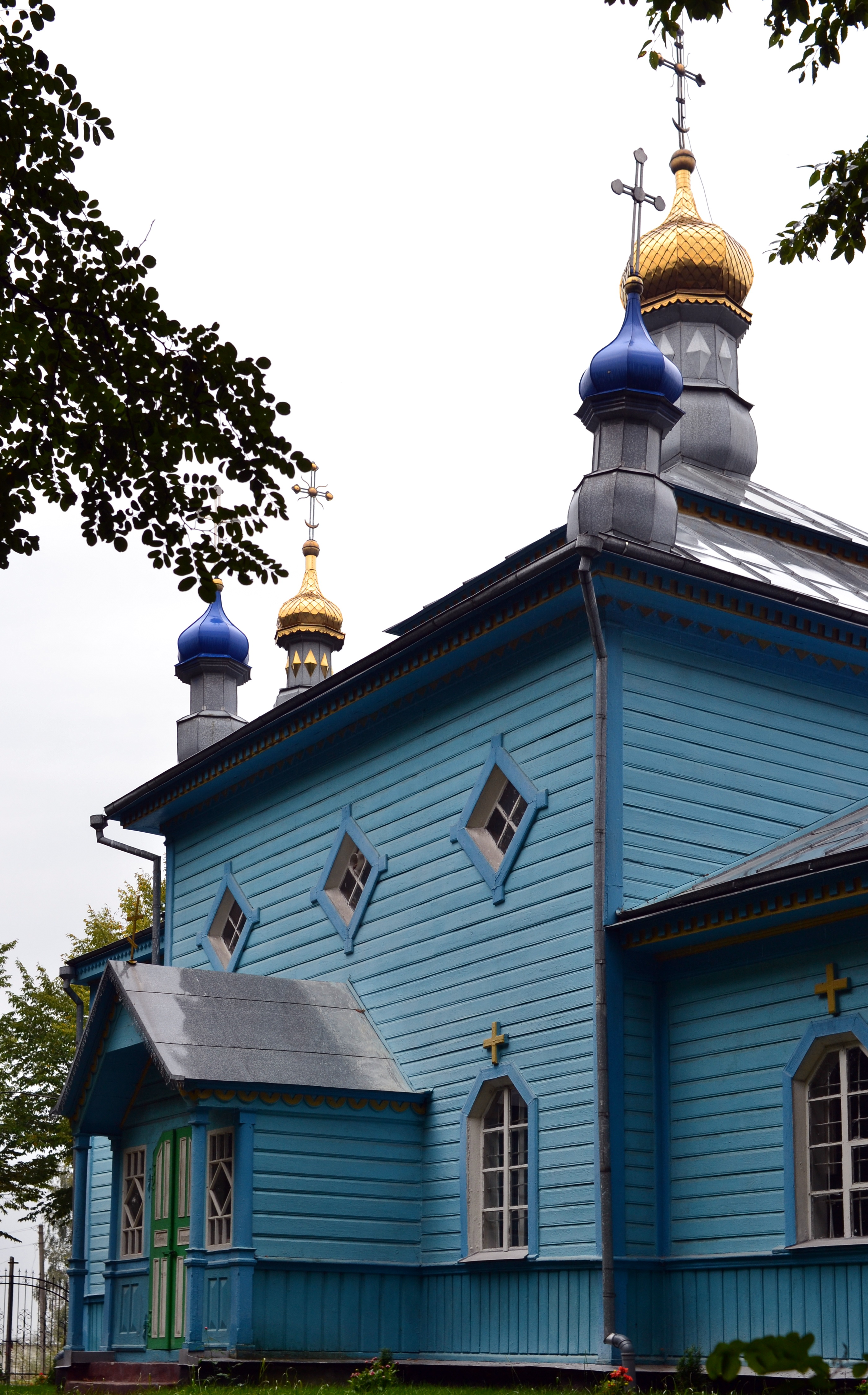
Вигляд церкви з півдня
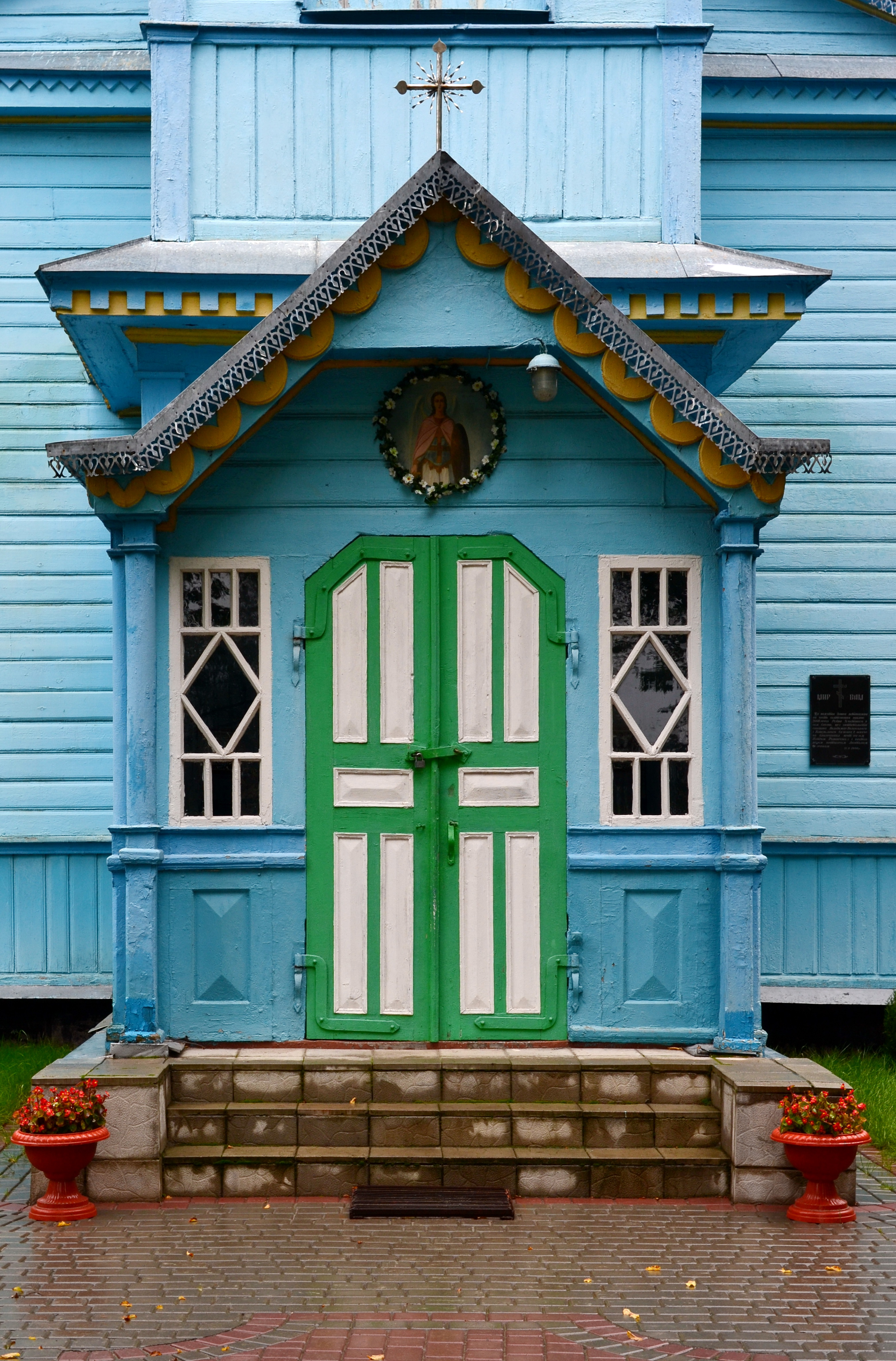
Центральний вхід
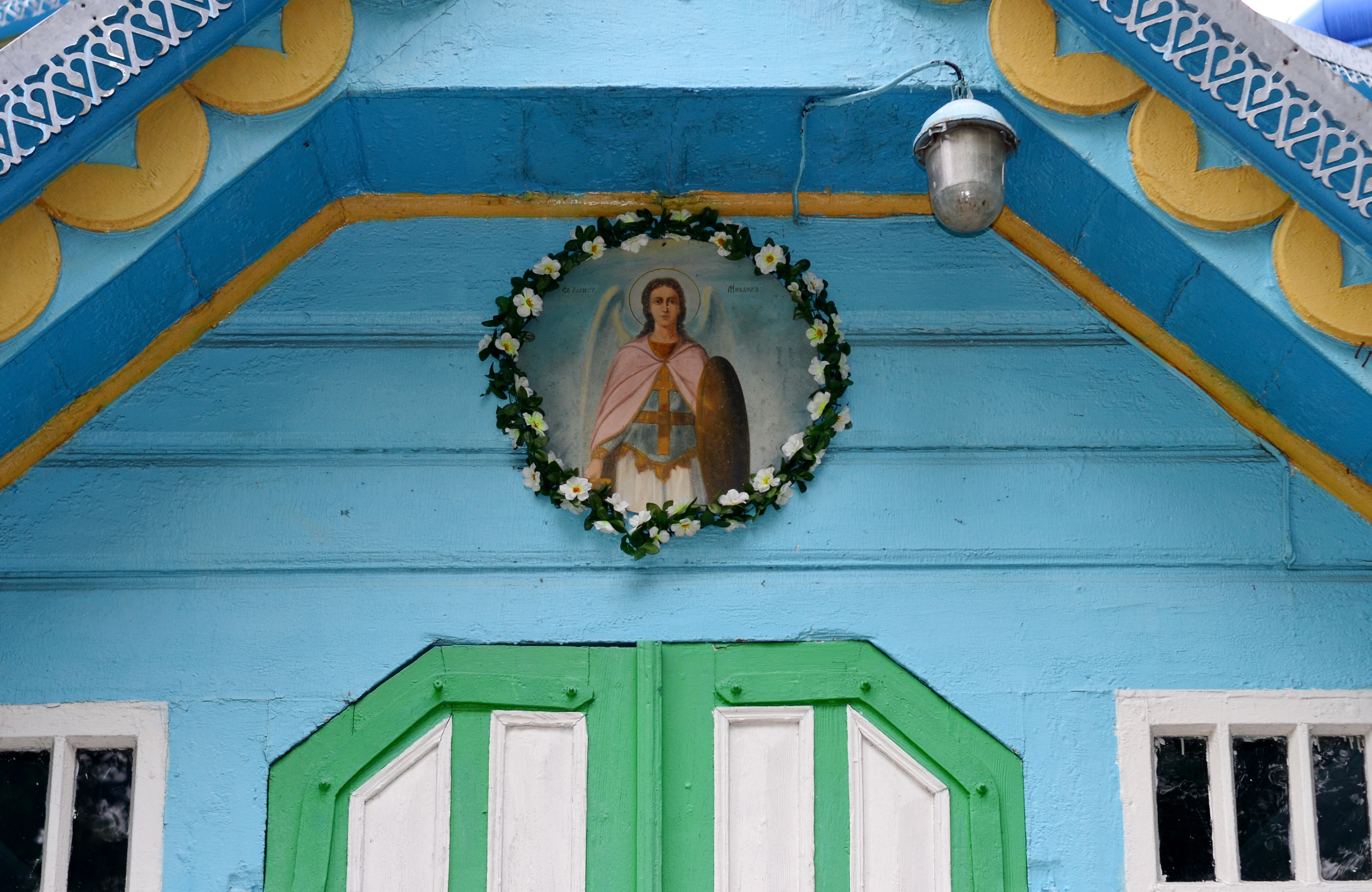
Зображення святого над входом
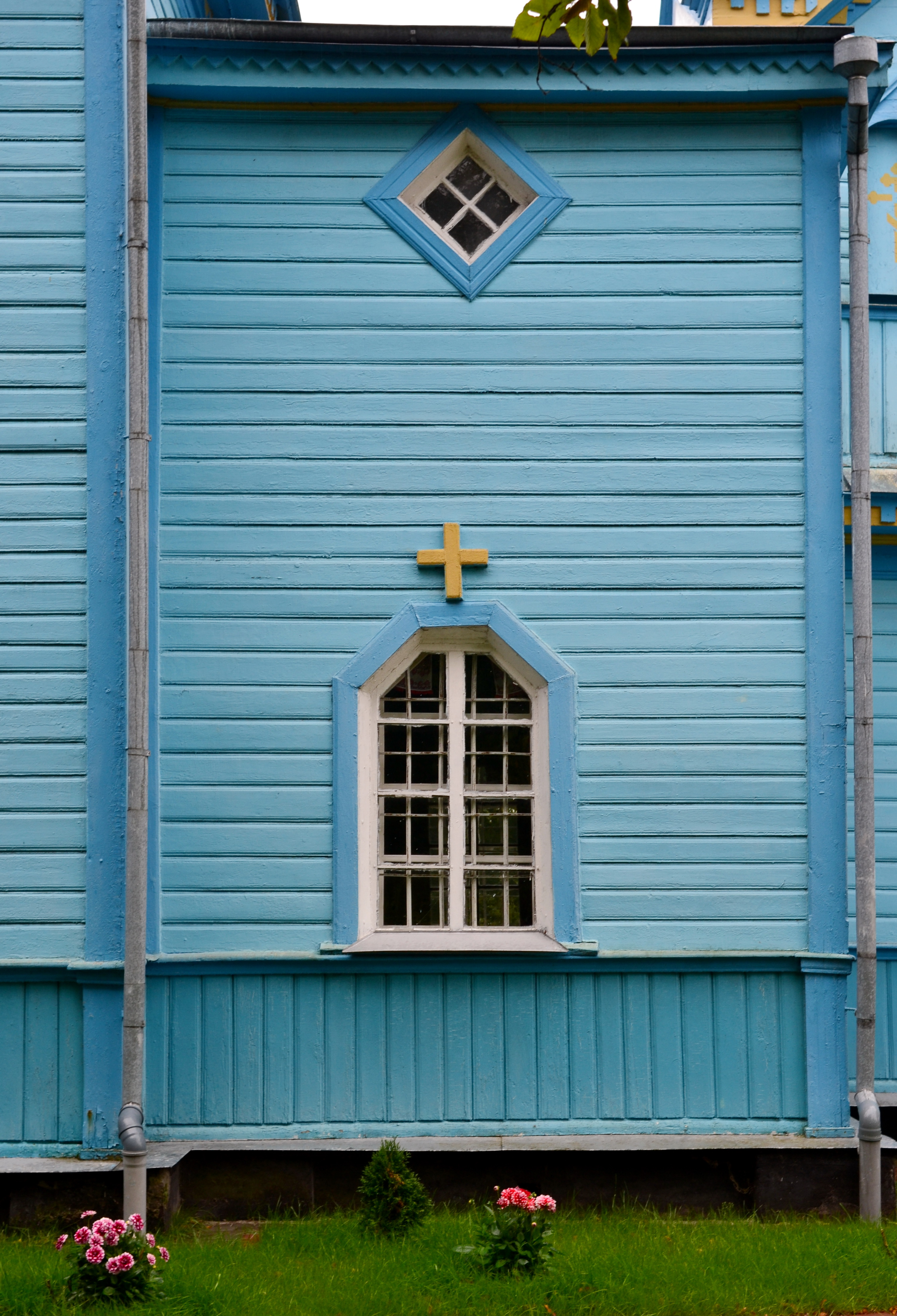
Вікна храму
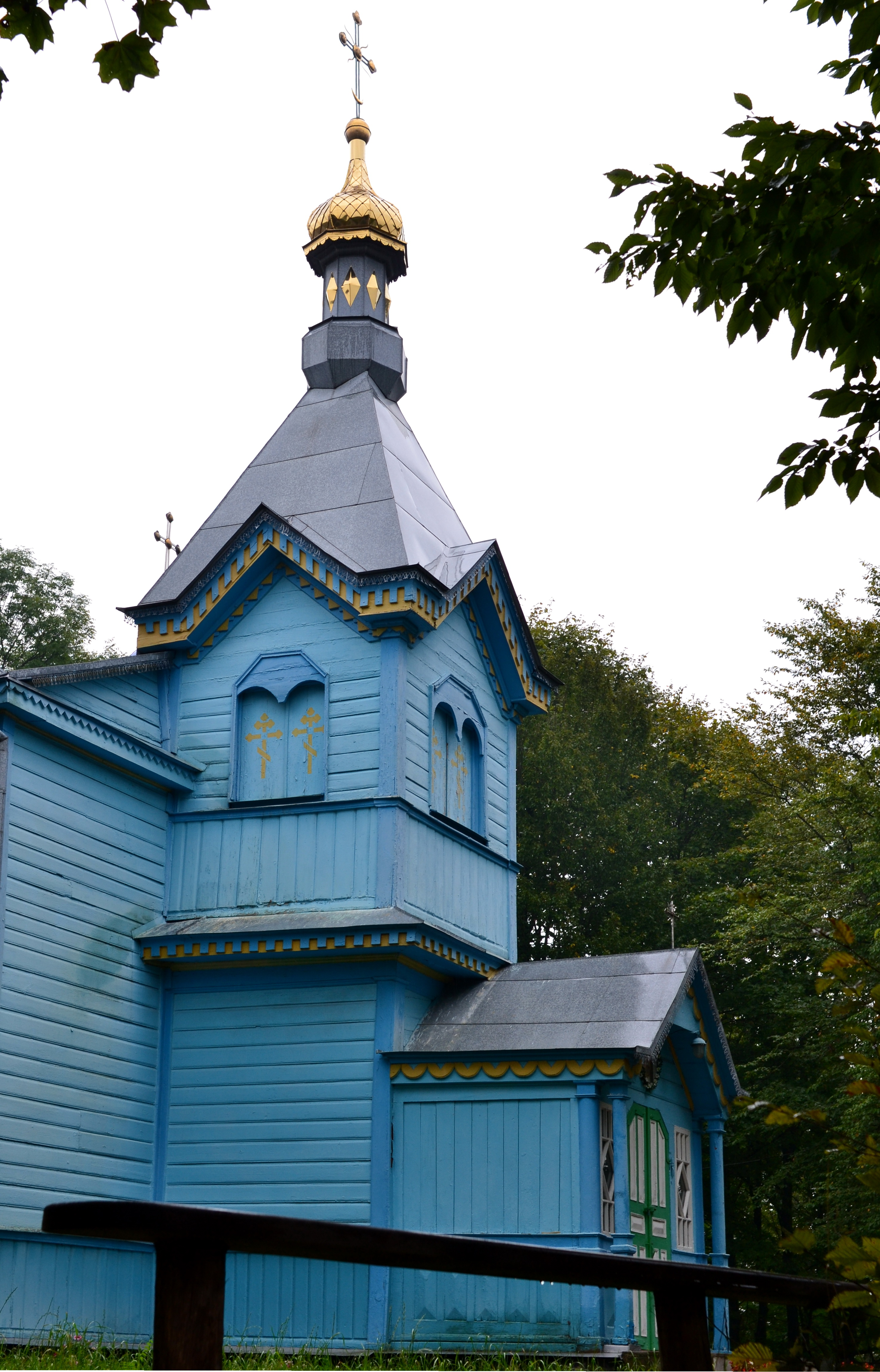
Дзвіниця